# Antonio María Vassallo
Antonio Maria Vassallo (Génova, ca. 1620-Milán, 1664/1673) fue un pintor italiano del Barroco, que trabajó principalmente en Génova y pintando escenas mitológicas y bodegones.

## Biografía

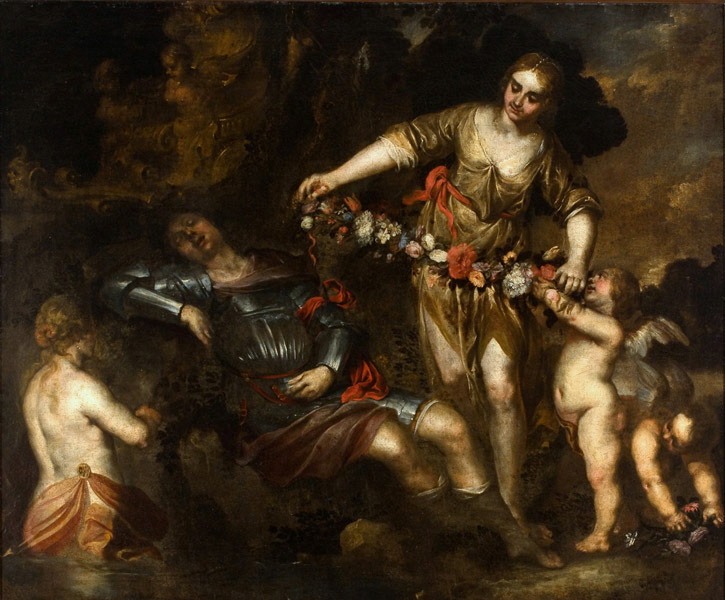
Rinald y Armida (ca. 1635) por Antonio María Vassallo. Museo Nacional de Bellas Artes, Río de Janeiro.

Su biografía es escasamente documentada, y la principal fuente de información fue su biógrafo principal fue el genovés Raffaele Soprani (1674). Inicialmente aprendió con Vincenzo Malo (c. 1605-c. 1650), un artista flamenco que había estudiado con Teniers el Viejo y con Rubens. Vassallo parece haber estado influenciado por su socio genovés Sinibaldo Scorza y Giovanni Benedetto Castiglione.

## Obras
- Sai Francisco y tres santas (1648), iglesia de San Gerolamo in Quarto, actualmente en la galería del Palazzo Bianco de Génova.[3]
- Martirio de San Marcello Mastrilli (1664), Convento de Carignano.[4]
- La infancia del rey Ciro, Museo del Hermitage, San Petersburgo.
- Orfeo encantando a los animales, museo Pushkin, Moscú.
- La constatación de Ciro, Museo del Hermitage, San Petersburgo.
- La despensa, National Gallery de Washington.
- La Flagelación de Cristo,

El discípulo más cercano de Vassallo por el estilo de sus bodegones es Giovanni Agostino Cassana (c. 1658-1720).

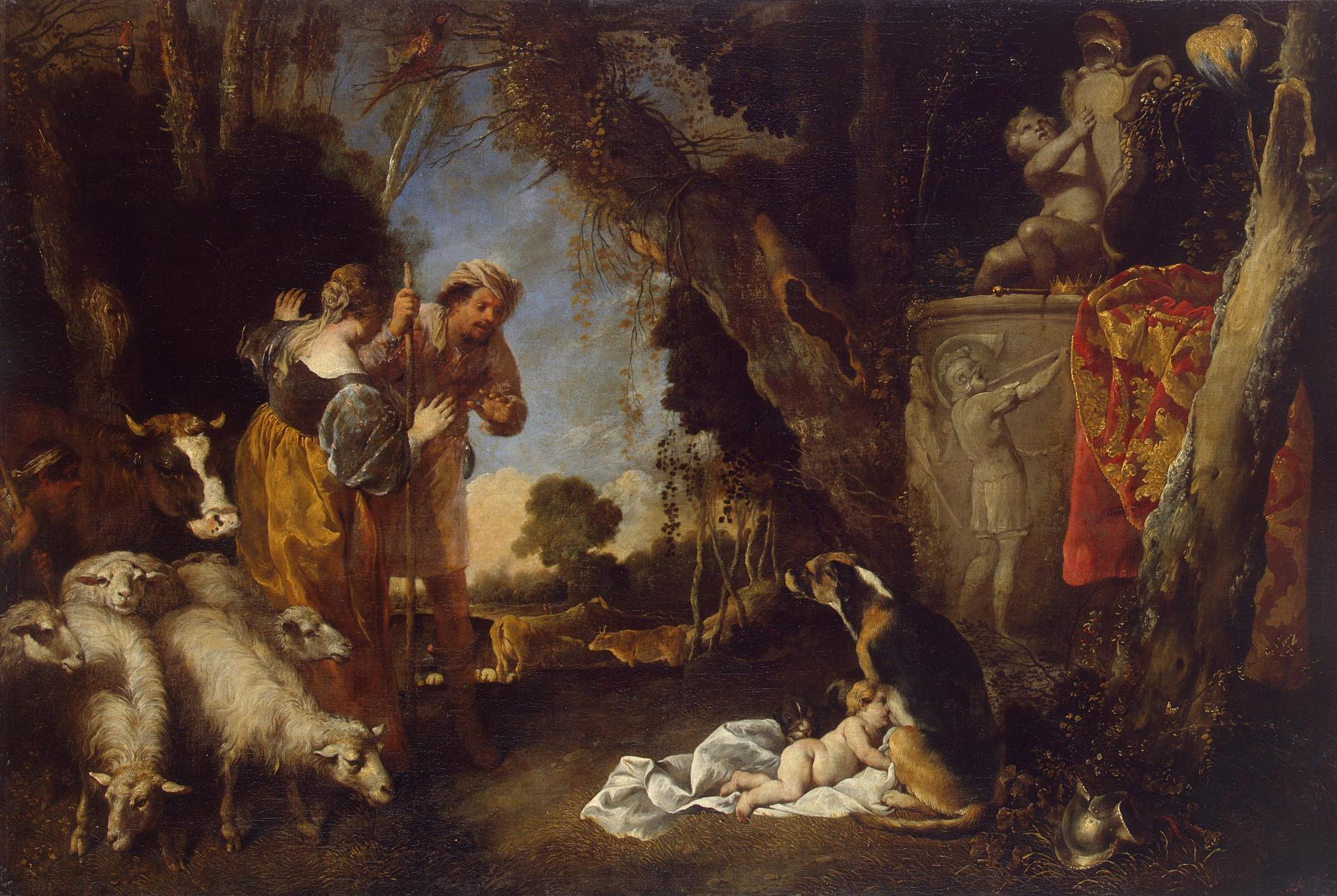
Infancia del rey Ciro